# Alfred Etscheit

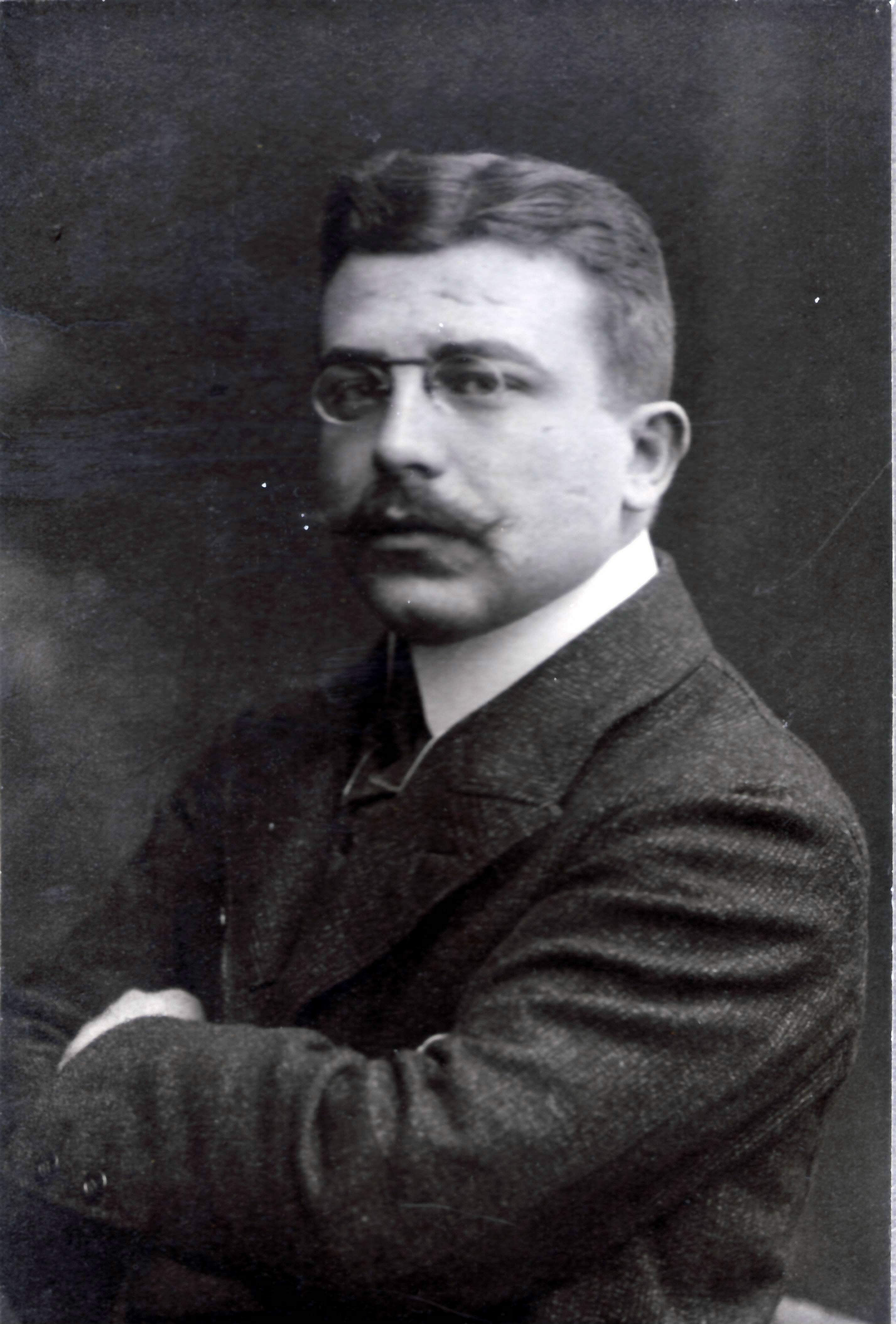
Alfred Etscheit

Alfred Etscheit (* 2. August 1879 in Koblenz; † 5. September 1944 im KZ Flossenbürg) war ein deutscher Rechtsanwalt und NS-Gegner.

## Leben
Alfred Etscheit studierte zunächst an der Ludwig-Maximilians-Universität München Rechtswissenschaft. 1902 wurde er im Corps Suevia München recipiert. Das Staatsexamen legte er an der Christian-Albrechts-Universität zu Kiel ab. 1906 wurde er an der Universität Rostock zum Dr. iur. promoviert. Ab 1913 war er in Douala, Deutsch-Kamerun, als Syndikus für den Landwirtschaftlichen Verband für Nord- und Mittelkamerun tätig. In Kamerun im Ersten Weltkrieg geriet in englische Kriegsgefangenschaft.
In Berlin betrieb er später mit seiner Ehefrau Alexandra Etscheit eine Anwaltskanzlei mit Notariat für Wirtschaftsrecht. 1938 wurde er von Otto Lenz, dem späteren Chef des Bundeskanzleramtes, in seiner Sozietät unterstützt. Lenz hatte zuvor seinen Dienst als Landesgerichtsdirektor, den er seit vier Jahren innehatte, unter Verlust seiner Pensionsansprüche quittieren müssen. Beide standen der Deutschen Zentrumspartei nahe und verteidigten auch Juden, die unter der Beschlagnahmung ihres Vermögens oder Enteignung zu leiden hatten. Nach der Machtergreifung gehörte Etscheit dem Solf-Kreis um Hanna Solf an. 1939 verfasste er die Denkschrift „Die innere und äußere Lage“. Das Traktat berichtet von Grausamkeiten der SS und der Polizei gegen die polnische Zivilbevölkerung beim Überfall auf Polen. Die pessimistische Flugschrift forderte zum Sturz des Regimes auf. Dies sollte über die Unterstützung der Opposition durch deutsche Kriegsgegner erfolgen.
Etscheit war außerdem für die Amt Ausland/Abwehr und die dortige Widerstandsgruppe um Hans Oster und Hans von Dohnanyi tätig. Als Anwalt betreute er den Fall Ludwig Kaas von der Zentrumspartei. Außerdem erstellte er mit Fred Dubitscher Abstammungsgutachten, die 40–50 Menschen vor der Deportation bewahrten. Am 26. Januar 1944 wurde Etscheit von der Geheimen Staatspolizei verhaftet und in den „Prominententrakt“ des KZ Ravensbrück verbracht. Später wurde er in das KZ Flossenbürg verlegt, wo er mit 65 Jahren starb.

## Würdigung
Die Römisch-Katholische Kirche nahm Alfred Etscheit 1999 als Glaubenszeugen in das Deutsche Martyrologium des 20. Jahrhunderts auf.

## Werke
- mit Alexandra Etscheit und Otto Böhmer: Handbuch des Devisenrechts. Carl Heymanns Verlag, Berlin 1936.